# Kevin Phillips (Eishockeyspieler)
Kevin Phillips (* 5. Januar 1986 in Beverley, England) ist ein ehemaliger britischer Eishockeyspieler, der zuletzt bis 2020 bei den Hull Pirates in der National Ice Hockey League unter Vertrag stand. Sein Bruder Dave ist ebenfalls britischer Nationalspieler.

## Karriere
Kevin Phillips begann seine Karriere als Eishockeyspieler in der Saison 2002/03 bei den Kingston Jets in der English National Ice Hockey League. Anschließend wechselte der Verteidiger zu den Hull Stingrays, mit denen er in den folgenden Jahren zunächst am Spielbetrieb der British National League und der English Premier Ice Hockey League teilnahm, ehe er von 2006 bis 2007 für Hull in der Elite Ice Hockey League auflief. Zur Saison 2007/08 wurde der Rechtsschütze von den Slough Jets aus der English Premier Ice Hockey League verpflichtet und konnte die Liga-Playoffs 2008 gewinnen.
Im Sommer 2009 unterschrieb Phillips einen Vertrag bei den Belfast Giants aus der Elite Ice Hockey League, deren Playoffs er mit dem Klub 2010 gewann. 2010 wechselte er zum schottischen Ligarivalen Braehaed Clan. In den Sommermonaten spielte er zeitweise bei Adelaide Adrenaline in der Australian Ice Hockey League. 2013 kehrte er nach Belfast zurück und konnte mit den Nordiren die EIHL-Hauptrunde gewinnen und damit britischer Meister werden. 2015 kehrte er in die English Premier Ice Hockey League zurück und schloss sich den Guildford Flames an. 2016 gewann er mit den Flames die Playoffs und den Pokalwettbewerb der Liga und wurde in deren Second All-Star-Team gewählt. Im Sommer 2018 spielte er erneut auf der Südhalbkugel und gewann mit den West Auckland Admirals die New Zealand Ice Hockey League. Anschließend wechselte er zu den Hull Pirates in die National Ice Hockey League, die er mit dem Klub 2019 gewinnen konnte. 2020 beendete er seine Karriere.

### International
Für Großbritannien nahm Phillips im Juniorenbereich an den U18-Weltmeisterschaften 2003 in der Division I und 2004 in der Division II sowie den U20-Weltmeisterschaften 2004 und 2006 in der Division II und 2005 in der Division I teil.
Im Seniorenbereich stand er bei der Weltmeisterschaft 2010 im Aufgebot seines Landes.

## Erfolge und Auszeichnungen
- 2008 Gewinn English Premier Ice Hockey League mit den Slough Jets
- 2010 Gewinn der EIHL-Playoffs mit den Belfast Giants
- 2014 Gewinn der EIHL-Hauptrunde und britischer Meister
- 2016 Gewinn der EPIHL-Playoffs und des EPIHL-Cups mit den Guildford Flames
- 2016 Second All-Star-Team der Elite Premier Ice Hockey League
- 2018 Gewinn der New Zealand Ice Hockey League mit den West Auckland Admirals
- 2019 Gewinn der National Ice Hockey League mit den Hull Pirates

### International
- 2004 Aufstieg in die Division I bei der U18-Weltmeisterschaft der Division II, Gruppe B
- 2004 Aufstieg in die Division I bei der U20-Weltmeisterschaft der Division II, Gruppe B
- 2006 Aufstieg in die Division I bei der U20-Weltmeisterschaft der Division II, Gruppe A